# Операція «Буря»
Операція «Буря» (хорв. Operacija Oluja, 4 серпня — 7 серпня 1995 р.) — великомасштабна військова операція, у ході якої хорватська армія і поліція відвоювали відірвані від центрального уряду збунтованими сербами хорватські території, що утворювали невизнану державу Республіка Сербська Країна. За допомогою операції всього за 84 години було відновлено хорватський конституційно-правовий порядок на всіх захоплених сербськими сепаратистами територіях, окрім східної Славонії.
«Буря» поряд з операцією «Блискавка» стала ключовою військовою акцією, що поклала край вітчизняній війні в Хорватії. Протягом операції за участю майже 200 000 хорватських вояків визволено 10 400 квадратних кілометрів або 18,4 відсотка загальної площі Хорватії.
Попри перемогу, через тиск світової спільноти, котра геть не прагнула самостійності країни, віддаючи пріоритети її залишенню у складі Югославії чи консервації конфлікту, Хорватію змусили віддати визначних офіцерів, що були задіяні в операції, до Гаазького трибуналу.

## Протиборчі сторони
З одного боку виступала хорватська армія, з другого — сербське військо Республіки Сербська Країна. Хорватському війську допомагала Хорватська рада оборони і П'ятий корпус Армії Республіки Боснії і Герцеговини. Югославська армія не реагувала на хорватську атаку, а Військо Республіки Сербської серйозно діяло лише 7 серпня, коли його військово-повітряні сили атакували хорватські підрозділи на річці Сава та міста Кутина, Вировитиця, Пожега і Жупаня. Останній корпус армії Республіки Сербська Країна, 11-й Славонсько-Баранський корпус, залишився в Барані і не воював.

### Хорватська сторона
Хорватська армія на час операції була представлена трьома видами збройних сил: сухопутних військ, військово-морських сил та військово-повітряних сил і військ ППО. Найчисельнішими були сухопутні війська, глибоко ешелоновані, які складалися з шести військових округів в безпосередньому підпорядкуванні Генерального штабу хорватської армії. Крім того, вони поділялися на гвардійські (професіональні), резервні і строкові бригади та полки сил самооборони (хорв. Domobrani). Військові округи, як правило, складалися з 1-2 гвардійських підрозділів, декількох резервних бригад і полків територіальної оборони та підрозділів підтримки. Спеціальні сили поліції були завбільшки як підсилена піхотна бригада без підтримки, характерної для армії.
Сили під час операції «Буря»:
- 25 повністю оснащених бригад
- Регулярна армія: 50 000 осіб
- Мобілізовані: більш ніж 100 000 людей
- Загальна кількість військовослужбовців в «Бурі»: 150 000 — 200 000
- Резерв на випадок нападу зі Східної Славонії або Сербії: 70 000 вояків
- 400 танків
- Артилерія: близько 350 гармат, невизначена кількість мінометів

В операції «Буря» хорватське військо використовувало силу:
- 5 гвардійських бригад,
- 1-й хорватський гвардійський корпус (окремий елітний бойовий підрозділ),
- 81-й гвардійський батальйон,
- 23 полки сил самооборони (ополчення),
- 18 бригад (16 резервних та 2 бригади строкової служби),
- 3 бригади ППО,
- частини 16-ї ракетно-артилерійської бригади, 15-ї протитанкової бригади, 33 інженерні бригади, 40 полків зв'язку
- хорватські ВПС і ППО
- частини хорватського ВМФ
- 3100 бійців спецпризначення МВС

Інші сили хорватської армії убезпечували операційну зону Осієк і Південний фронт від можливих контратак.

### Сербська сторона
Військова сила бунтівних хорватських сербів — армії Республіки Сербська Країна — була організована у шість корпусів сухопутних військ та ВПС з ППО. Корпуси були схожі на операційні зони хорватської армії, складаючись з декількох бригад і засобів підтримки, головним чином дивізіонів. Армія Республіки Сербська Країна в мирний час налічувала близько 14 000 осіб. Окрім війська бойову участь брало і МВС Країни, яке мало одну спеціальну бригаду міліції.
Сили під час операції «Буря»:
- 40 000 вояків у західній (атакованій) частині; ще близько 20 000 налічував 11-й Славонсько-Баранський корпус, який не брав участі в бойових діях.
- 200 танків
- Артилерія: 250 гармат, невизначена кількість мінометів

### Співідношення сил
Співідношення сербської армії Країни і хорватської армії:
- Жива сила: 1/3,7
- Танки: 5/7
- Артилерія: 5/4

Очевидна чисельна перевага хорватського війська в живій силі і невелика — у танках. У зв'язку з приблизно рівною кількістю танків, справжнє відношення сил танкових підрозділів можна визначити, тільки встановивши чисельність сучасних танків (Т-72, М-84). Сербська армія Країни переважала лише за кількістю артилерійських гармат, але не суттєво. До цього слід додати і сильне бажання хорватської армії перемогти, а також великий досвід, вишкіл, мотивацію і оснащеність професіональних військових підрозділів (8 гвардійських бригад). За кількістю військовослужбовців і бойових гармат на полі бою, а також з точки зору морального духу, Сербська армія Країни не мала жодних перспектив у протистоянні хорватській армії.

## Події перед операцією

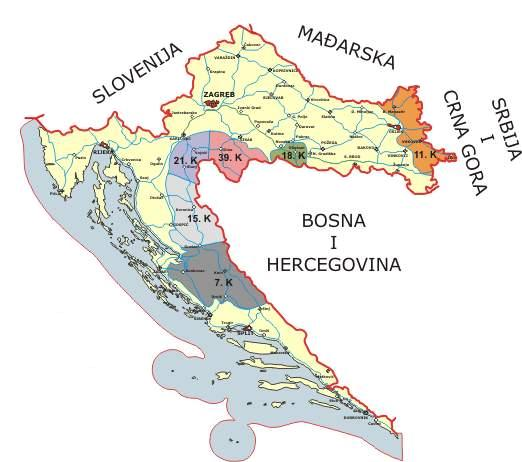
Карта територіального поділу Республіки Сербська Країна в 1995 р.

Після важких боїв, Вітчизняна війна на початку 1992 року увійшла в «спокійну» стадію, у якій по один бік лінії фронту опинилася Республіка Сербська Країна, сербський утвір на окупованих хорватських землях, а по інший бік — законна влада Хорватії, яких розгороджували миротворчі сили ООН (СООН і пізніше ОООНВД). Переважну більшість хорватів на окупованій території було вигнано або вбито.
У цій стадії, яка тривала до осені 1994 року, Хорватська армія вела бойові дії головним чином у прикордонних районах Боснії і Герцеговини, а також провела в 1993 році дві невеликі операції проти сербських сепаратистів: у січні в місцевості, прилеглій до Задара (операція «Маслениця»), а у вересні в районі Госпича (операція «Медакський котел»).
Про початок операції «Буря» було заздалегідь оповіщено миротворчі сили ООН (UNCRO), розгорнуті вздовж лінії фронту.
Президент Хорватії Туджман публічно закликав солдатів армії Сербської Країни здатися і запевнив їх, що вони отримають амністію відповідно до хорватських законів. Всім, хто не брав активної участі в заколоті, було запропоновано залишитися вдома і дочекатися приходу хорватської влади.

## Хід операції

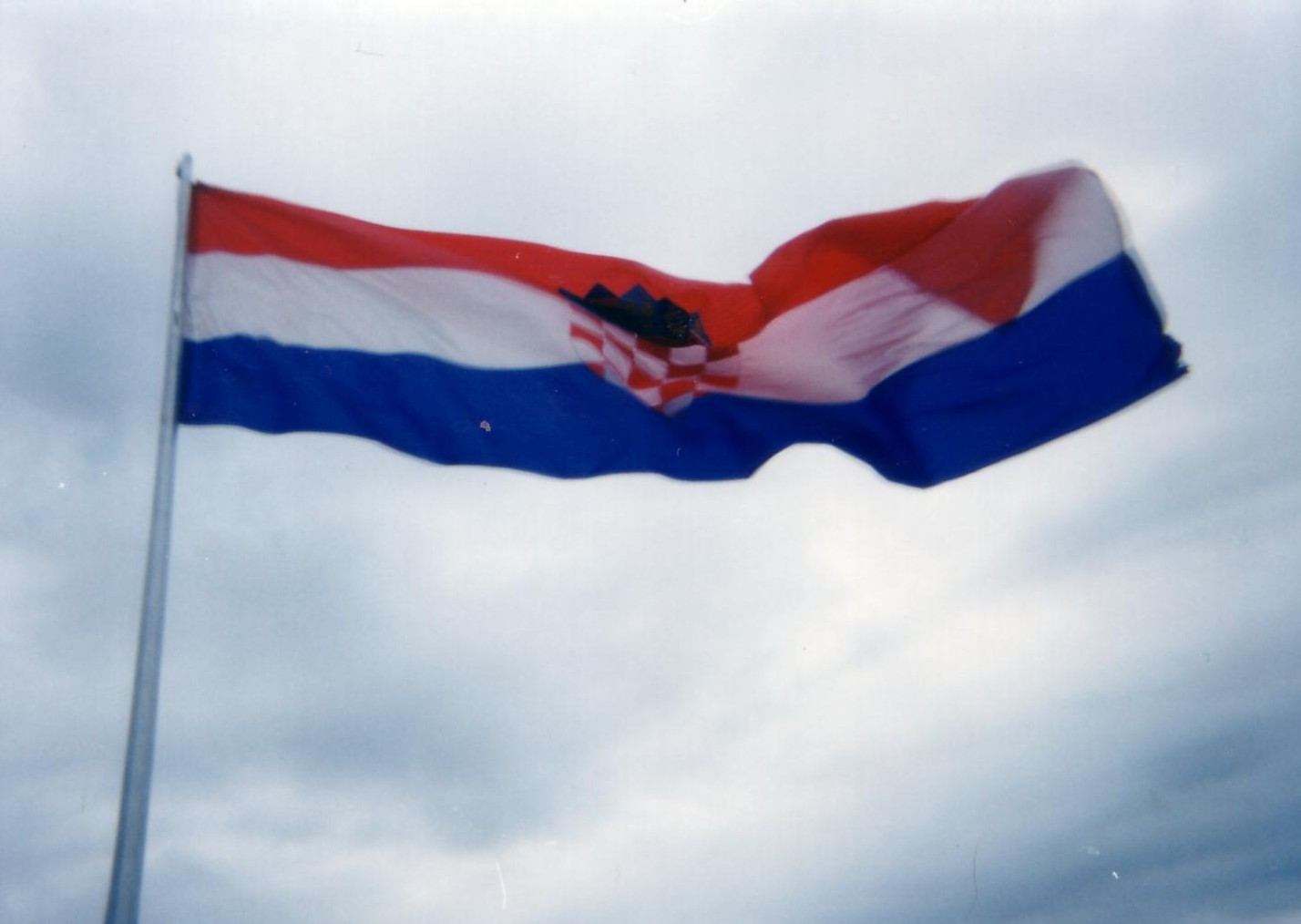
Прапор на Книнській фортеці. На ранок 5 серпня близько 9.30 досягнуто найбільшого успіху операції: 7-ма гвардійська бригада з частинами 4-ї гвардійської бригади увійшла в покинутий Книн, що символічно означало кінець Країни, а командир 7-ї бригади Іван Кораде здійняв над фортецею державний прапор Хорватії.

Операція розпочалася 4 серпня о 5 годині ранку потужним артилерійським і ракетним вогнем хорватської армії по передовій і тилах сербських військ на 630-кілометровій лінії фронту (найбільшій у Європі з часів закінчення Другої світової війни. Для порівняння: передній край битви при Арденнах у 1944 р. простягався в довжину на 110 км) з одночасною атакою хорватських військ та спецпідрозділів поліції на сербські позиції від Ясеноваця на сході до Босансько-Грахово на півдні. Безпосередньо перед атакою хорватська військова авіація атакувала центри зв'язку і командні пункти противника (Єлаваць, Петрова гора, Банський Грабоваць і Бунич). Після знищення силами ВПС Хорватії ворожих систем зв'язку та артпідготовки по військових цілях хорватські сили розгорнули атаку одночасно в 30 напрямках, головними з яких були від гір Велебіт і Динара на Книн. Ударну силу на головних напрямах атаки становили гвардійські бригади за підтримки спеціальної поліції МВС та 1-го Хорватського гвардійського корпусу і домобранських та резервних частин. Це була в тактичному і стратегічному сенсі військова операція, яку завдяки її оригінальності та ефективності досліджуватимуть численні військові аналітики. Вже в рамках операції «Літо '95» закладено передумови для просування 4 і 7 гвардійських бригад із вершин Динари в бік Книна. З іншого боку від Велебіту через село Светий Рок у напрямку Книна завзято пробивалися спеціальні підрозділи поліції. Вертолітним десантом в глибокий тил ворога проник 1-й хорватський гвардійський корпус. Північніше з району Капели через Слунь і Раковицю з одного та Кореницю і Плитвицькі озера з другого боку наступали сили 1-ї гвардійської бригади задля з'єднання з 5-м корпусом Армії Республіки Боснії і Герцеговини з метою розблокування анклаву Бихач. Взяття перевалу Любово і нейтралізація ворожої повітряної бази в Удбині було завданням 9-ї гвардійської бригади. Територію Банії було оточено з кількох напрямків. Ударною силою в напрямі Петріня, де ворог чинив запеклий опір, і далі в напрямку Гліни була 2-га гвардійська бригада. Підрозділи 3-ї і 5-ї гвардійських бригад у той час перебували в стані боєготовності на крайньому сході Хорватії на випадок будь-яких ворожих пересувань.
Протягом першого дня операції глибина проникнення хорватських військ становила від п'яти до п'ятнадцяти кілометрів, а опорні пункти ворога взято в кільце або півкільце. Вже другого дня операції проведено вісімдесят відсотків запланованих бойових завдань. Більшість окупованих хорватських міст була знову вільна, святкували визволення Костайниця, Петріня, Гліна, Слунь, Грачаць, Оброваць, Дрниш... Святкували і в Книні, який був центром ворожого заколоту, та водночас прадавнім хорватським королівським містом. Святкувала вся Хорватія.
За винятком Бенковацької бригади, сили 7 і 15 корпусу Сербського Війська Країни було розбито вже першими ударами, і вони в безладді відступили до Баня-Луки. Один домобранський полк провів на цій ділянці фронту обхід з Динари у бік Києво. Спеціальні підрозділи поліції скористалися зайнятими ще 1993 року позиціями на горі Велебіт і швидко просувались до Грачаця, взяли його і зупинилися, щоб пропустити ворога, який відступав з Книнської Країни та з-під Шибеника в Боснію.
Зі своїх позицій біля Ґрахово хорватські війська 4 серпня сильно обстріляли Книн, випустивши за кілька годин близько 2000 снарядів. Вранці 5 серпня, близько 9:30, досягнуто найголовнішого успіху операції: 7 Гвардійська бригада з частинами 4-ї Гвардійської бригади увійшла в залишений Книн, що символічно означало кінець Країни.
У напрямі Врлики і Дрниша проривалася одна піхотна бригада і один полк ополчення, які біля Дрниша наткнулися на короткочасний опір. Незабаром було визволено Врліку, Дрниш і Бенковаць. Розгромлені сербські війська відступили до Ліки та Боснії.

## Втрати і воєнна здобич
Загальні хорватські військові втрати становили 174 загиблих, 1100 поранених (важко — 572 і легко —528), полонених 3, пропалих безвісти 15, загалом 1314.
Безповоротні втрати сербської армії Країни були значно вищими від хорватських. За хорватськими даними, до 21 серпня 1995 року прибрано і належним чином поховано 560 загиблих бійців сербської армії Країни.
Воєнні трофеї, захоплені Хорватією: 4112 одиниць стрілецької зброї, 159 ручних пускових установок, 120 різних мінометів, 98 артилерійських гармат (калібру 76-152 мм), 6 багатозарядних ракетних установок 128 мм, 59 зенітних гармат, 54 бронемашини, 22 інженерні машини, 497 військових транспортних засобів, 6 винищувачів-бомбардувальників тощо.

## Наслідок
Операція «Буря» — це найвідоміша і наймасштабніша операція хорватської армії та символ війни Хорватії за незалежність. Хоча вона і не привела до визволення всієї країни, «Буря» вважається кінцем війни в Хорватії, а в Боснії і Герцеговині вона відіграла ключову роль, розблокувавши Бихацький анклав. Нею змінено стратегічне співвідношення сил у регіоні на користь хорватської армії. Ймовірно, найважливішим результатом є очевидна поразка концепції Великої Сербії на землях Хорватії та створення передумови для припинення війни в Боснії і Герцеговині.
На згадку про перемогу у війні та про день визволення в ході військово-поліційної операції «Буря» хорватською армією окупованого міста Книн щороку в Хорватії 5 серпня святкується День перемоги і подяки батьківщині та День хорватських оборонців.
З визволенням такого осередку ворожого заколоту в Хорватії як Книн було досягнуто найважливішої стратегічно-політичної і військової мети не тільки операції «Буря», а й усієї війни за незалежність. Усього лише кілька днів по тому і на північному відрізку фронту ворожі сили 21-го Кордунського корпусу були змушені підписати капітуляцію.